# Esther Roper

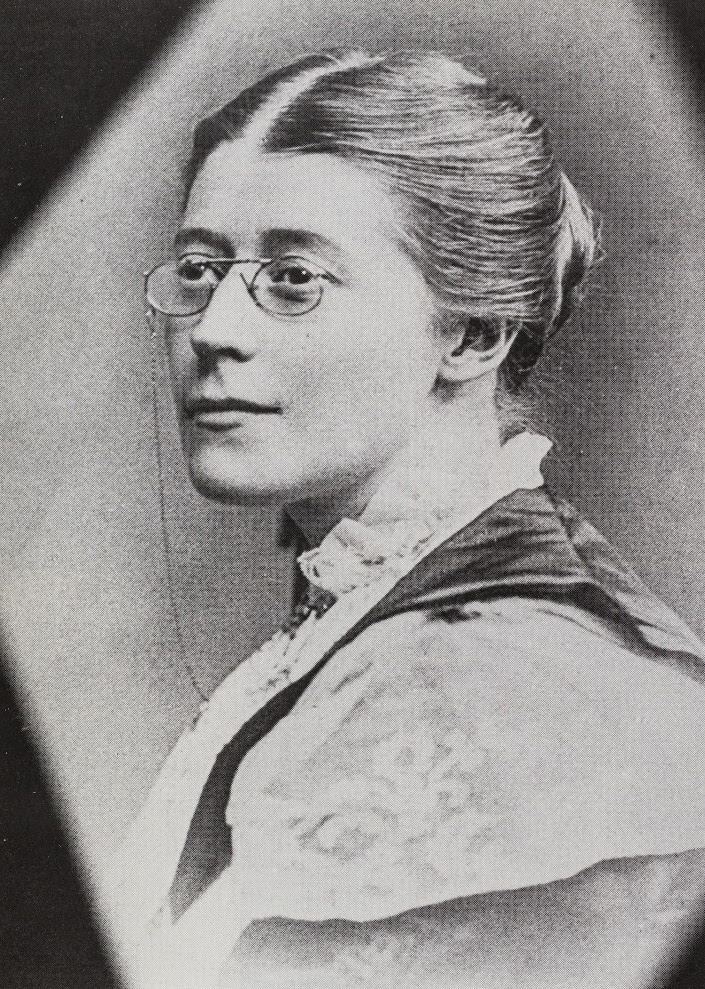
Roper as a student at Owens College, ca. 1892

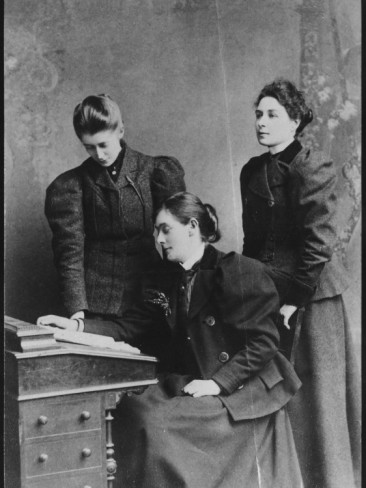
Esther Roper (sitzend), Edith Palliser (links), Mrs. Blaxter (rechts)

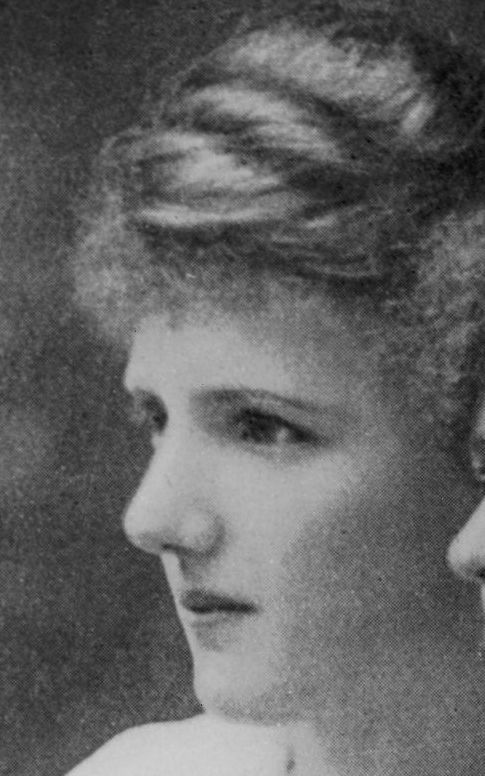
Eva Gore-Booth

Esther Roper (* 4. August 1868 in Chorley, Lancashire; † 28. April 1938 in Hampstead, London) war eine englisch-britische Suffragette und Aktivistin für soziale Gerechtigkeit, die sich für gleiche Beschäftigungs- und Wahlrechte für Frauen aus der Arbeiterklasse einsetzte.

## Leben
Roper war die Tochter von Reverend Edward Roper (ca. 1835–1877), einem Geistlichen der Church Mission Society (CMS), und Annie Craig (ca. 1845–1889), einer Tochter irischer Einwanderer, die in Manchester lebten. Der Vater stammte aus einer großen, verarmten Familie und hatte die Schule mit elf Jahren verlassen, um in einer Fabrik zu arbeiten. Durch die CMS gelang es ihm jedoch, aus den Slums von Manchester aufzusteigen und ein angesehener Missionar in Afrika zu werden. Kurz nach Ropers Geburt kehrten ihre Eltern nach Afrika zurück. Zunächst wurde Roper von ihren Großeltern mütterlicherseits betreut, mit vier Jahren kam sie dann in das CMS-Kinderheim in Highbury, London, wo sie bis zu ihrem achtzehnten Lebensjahr blieb und eine solide Ausbildung erhielt.
1886 wurde sie am Owens College der Victoria University of Manchester im Rahmen eines Pilotprojekts aufgenommen, mit dem untersucht werden sollte, ob Frauen ohne Beeinträchtigung ihrer geistigen oder körperlichen Gesundheit studieren könnten.S. 33 f. 1887 gründete und redigierte sie zusammen mit ihrer Kommilitonin Marion Ledward die Zeitschrift Iris, einen Newsletter für Studentinnen. Die bis 1894 zweimal jährlich erscheinende Publikation beleuchtete Themen, die die Bildung von Frauen betrafen, und förderte die Vernetzung zwischen aktuellen und ehemaligen Studentinnen. 1891 schloss Roper ihr Studium am Owens College mit einem First Class Honours Degree in Latein, englischer Literatur und politischer Ökonomie ab. Nach ihrem Abschluss wurde sie zum Mitglied der nur Frauen vorbehaltenen Social Debating Society ernannt und 1893 als assoziiertes Mitglied des Owens Colleges aufgenommen. 1895 half sie bei der Gründung der Manchester University Settlement im Stadtteil Ancoats, um den lokalen armen Arbeitern Bildungs- und Kulturangebote zu bieten. 1896 wurde sie in den Vorstand gewählt.S. 40 f.
Von 1893 bis 1905 hatte sie die bezahlte Position der Sekretärin der Manchester National Society for Women’s Suffrage (MNSWS) inne. Roper wird zugeschrieben, die Arbeit der Organisation, die seit dem Tod der vorherigen Sekretärin Lydia Becker keine klare Ausrichtung mehr hatte, wiederbelebt zu haben. Roper erweiterte den Umfang der MNSWS-Kampagne für das Frauenwahlrecht und verlagerte den Schwerpunkt von der Sicherung der Interessen der Frauen der Mittelschicht hin zur aktiven Einbindung von Frauen der Arbeiterklasse als Unterzeichnerinnen von Petitionen und Sprecherinnen für die Sache. 1897 änderte die MNSWS ihren Namen in North of England Society for Women’s Suffrage (NESWS) und wurde Teil der National Union of Women’s Suffrage Societies.S. 36–42
1896 verbrachte Roper, die unter Erschöpfung litt, ihren Urlaub im Gästehaus des Schriftstellers George MacDonald in Italien. Dort lernte sie die irische Dichterin und Aristokratin Eva Gore-Booth kennen. Die beiden verliebten sich ineinander, und im folgenden Jahr gab Gore-Booth ihr privilegiertes Leben auf, um mit Roper in ein Reihenhaus in Rusholme, Manchester, zu ziehen. Roper schrieb später über ihre Begegnung in Italien: „Monatelang hielt uns eine Krankheit im Süden fest, und wir verbrachten die Tage mit Spaziergängen und Gesprächen auf den Hügeln am Meer. Wir waren beide von der Arbeit und den Gedanken der anderen fasziniert und wurden bald Freundinnen und Lebensgefährtinnen.“
In den späten 1800er und frühen 1900er Jahren halfen Roper und Gore-Booth dabei, Gruppen von Blumenverkäuferinnen, Zirkusartistinnen, Bardamen und Kohlebergbauarbeiterinnen zu organisieren, da deren Recht auf Arbeit durch moralische Kreuzzüge und neue Gesetze bedroht war. Sie organisierten öffentliche Versammlungen, Demonstrationen und Delegationen zum Parlament. Roper und Gore-Booth argumentierten, dass die Existenzgrundlage der Frauen auf dem Spiel stünde, dass Frauen in der Lage wären, selbst zu entscheiden, wie sie beschäftigt werden wollten, und dass die fehlende Wahlberechtigung der berufstätigen Frauen sie am Arbeitsplatz entrechte. Im Jahr 1900 gründeten und redigierten sie die Women’s Labour News. Diese vierteljährlich erscheinende Publikation, die darauf abzielte, Arbeitnehmerinnen zu vereinen, erschien bis 1904.
Im Jahr 1903 halfen Roper und Gore-Booth bei der Gründung des Lancashire and Cheshire Women’s Textile and Other Workers Representation Committee, das gegründet wurde, um Parlamentskandidaten zu bewerten und diejenigen auszuwählen, die sich für das Wahlrecht von Arbeiterinnen einsetzten. Im Jahr 1905 wurde Roper Sekretärin der National Industrial & Professional Women’s Suffrage Society. Roper kannte Christabel Pankhurst seit 1901, als diese in Manchester Kurse besuchte. Sie und Gore-Booth gerieten aber bald in Widerspruch zu der 1903 gegründeten Women’s Social and Political Union von Christabel und Emmeline Pankhurst, deren zunehmend militante Taktiken und mangelndes Interesse an den Rechten von Arbeiterinnen sie ablehnten.
1913 zogen Roper und Gore-Booth wegen Gore-Booths Gesundheit nach London. Über den Kreis der radikal-feministischen Aëthnic Union des transsexuellen Thomas Baty gründeten sie 1916 die radikal-feministische Zeitschrift Urania, die privat vertrieben wurde.
Während des Ersten Weltkriegs waren Roper und Gore-Booth prominente Pazifistinnen und engagierten sich in der Women’s International League for Peace and Freedom. Unter anderem unterstützten sie die Ehefrauen und Kinder inhaftierter Kriegsdienstverweigerer aus Gewissensgründen. Nach dem Krieg wurden sie Mitglieder des Komitees zur Abschaffung der Todesstrafe und setzten sich für eine Reform des Strafvollzugs ein.S. 155–219
Nach Gore-Booths Tod im Jahr 1926 gab Roper The Poems of Eva Gore-Booth (1929) und The Prison Letters of Countess Markievicz (1934) heraus und verfasste die Einleitung dazu. Roper beauftragte die Künstlerin Ethel Rhind mit der Gestaltung eines Buntglasfensters zum Gedenken an Gore-Booths Leben. Es wurde im Juni 1928 bei der Wiedereröffnung des University Settlement Roundhouse-Gebäudes in Ancoats enthüllt. Das Roundhouse wurde 1986 abgerissen, bis dahin war das Fenster verloren gegangen oder gestohlen worden.
In späteren Jahren setzte Roper ihre Kampagnen für soziale Gerechtigkeit fort. Sie war Unterzeichnerin einer Reihe von Briefen an The Times, in denen es um die Gleichbehandlung von Männern und Frauen in der Arbeitswelt ging. Roper starb im April 1938 in ihrem Haus an Herzversagen. Sie wurde am 30. April in einem gemeinsamen Grab neben Gore-Booth auf dem Friedhof von St John-at-Hampstead beigesetzt, mit einem Zitat der antiken Dichterin Sappho auf ihrem Grabstein. Constance Markievicz, Gore-Booths Schwester, schrieb über sie: „Je besser man sie kennt, desto mehr liebt man sie, und ich bin so froh, dass Eva und sie zusammen waren, und so dankbar, dass ihre Liebe bis zum Ende bei Eva war.“
Ropers Name und Bild befinden sich unter den auf dem Sockel der Millicent-Fawcett-Statue für die NUWSS-Präsidentin Millicent Fawcett auf dem Parliament Square in London gewürdigten 58 Suffragetten.